# لوكاس بيريرا مينديز
لوكاس بيريرا مينديز (بالبرتغالية: Lucas Pereira Mendes) هو لاعب كرة قدم برازيلي، ولد في 28 فبراير 1991 في فييرا دي سانتانا في البرازيل.